# ابن الدهان بغدادی
سعید بن علی بغدادی شهرت‌یافته به ابن الدَهّان بغدادی (۱۶ مه ۱۱۰۱م، بغداد- ۳ مه ۱۱۷۴م، موصل) محدث، زبان‌شناس و شاعر عراقی در سدهٔ ششم هجری بود.

## زندگی
ابن الدهان در ۱۶ رجب ۴۹۴ق/۱۶ مه ۱۱۰۱م در بغداد زاده شد. نزد رُمّانی آموخت سپس به اصفهان رفت و حدیث فراگرفت. پس از این، به موصل نزد وزیر آن جمال‌الدین جواد رفت، در این اثنا دجله طغیان کرد و ابن الدهان که در بغداد بود، غرق شد اما زنده ماند و کتاب‌هایش را از دست داد.
در پایان عمر نابینا شد و در عید فطر سال ۵۹۶ق/ ۳ مه ۱۱۷۴م در موصل درگذشت.

## آثار
| - تفسیر القرآن - شرح الإیضاح لأبی علی الفارسی - الغُرة فی شرح کتاب اللمع لابن جنّی - الأضداد - إزالة المراء فی الغین و الراء - الدروس فی النحور - الدروس فی العروض | - الریاضة - الغنیة فی الضاد و الضاء - العقود فی المقصور و الممدود - المختصر فی القوافی - شرح بیت من شعر الملک الصالح بن رزیک: در بیست جزء - النکت و الإشارات علی ألسنة الحیوانات - دیوان شعر و رسائل او |